# Region Chabarowsk
Koordinaten: 53° 0′ N, 137° 0′ O
Die Region Chabarowsk (russisch Хабаровский край/ Chabarowski krai) ist eine Verwaltungsregion (Krai) in Russland.

## Geographie
Die Region liegt an der Pazifikküste, namentlich im Norden am Ochotskischen Meer und im Süden am Japanischen Meer sowie am Tatarensund, der das Festland von der Insel Sachalin trennt. Die Oberfläche der Region ist vorwiegend gebirgig, sie reicht vom Dschugdschurgebirge im Norden bis zum Nordteil des Sichote-Alin im Süden. Wichtigster Fluss ist der Amur.
Die umgebenden Föderationssubjekte sind im Norden die Oblast Magadan, im Westen die Republik Sacha, im Süden die Region Primorje, die Oblast Amur und die Jüdische Autonome Oblast sowie im Osten – im Pazifik, jenseits des Tatarensunds – die Oblast Sachalin.

## Bevölkerung
Die Bevölkerung lebt vorwiegend im Amurtal.
Den größten Teil der Bevölkerung machen etwa 1,3 Millionen Russen aus, gefolgt von rund 50.000 Ukrainern. Belarussen, Tataren und Koreaner, Russlanddeutsche, Chinesen, Juden, Aserbaidschaner und Armenier sind jeweils mit mehreren tausend Angehörigen vertreten.
Mehrere indigene Völker des russischen Nordens haben in der Region ihre Hauptsiedlungsgebiete: Die größten Gruppen sind die ca. 10.000 Nanai, hauptsächlich im Nanaiski rajon, die Ultschen, überwiegend im Ultschski rajon, die mit etwa 400 Angehörigen kleinste Gruppe, die Orotschen, überwiegend in den Niederungen des Flusses Tumnin sowie die Negidalen. Die Niwchen siedeln neben der Region Chabarowsk auch auf der benachbarten Insel Sachalin, die Udehe in der Region Primorje, während Ewenen und Ewenken über eine große Zahl von Territorien verstreut leben.

## Geschichte
Die Region Chabarowsk besteht seit 1938, als im Rahmen der RSFSR der Fernöstliche Krai in die beiden Krais Primorje und Chabarowsk aufgeteilt wurde.
Die Gouverneurswahl in der Region Chabarowsk 2018 gewann Sergei Furgal. 
2020 kam es zu Protesten in der Region, die sich gegen die Festnahme des Gouverneurs Furgal richteten.

## Wirtschaft
Zu den wichtigsten Wirtschaftszweigen zählen Metallverarbeitung und Maschinenbau (Dalenergomach und andere), Flugzeugbau (KnAAPO Komsomolsk, Produktionsstätte für Suchoi-Maschinen) sowie pharmazeutische Industrie (Dalchimprom in Chabarowsk), daneben Forstwirtschaft und Fischfang. Gemessen an ihrer Größe ist die Region Chabarowsk eher arm an erkundeten Rohstoffvorkommen. Sie liegt jedoch bei der Förderung von Gold an siebenter, von Platin (beispielsweise im Kondjor-Massiv) an zweiter Stelle unter den Föderationssubjekten Russland.

## Verwaltungsgliederung und größte Ortschaften
Die Region gliedert sich in 17 Rajons und zwei Stadtkreise. Die Stadtkreise umfassen die beiden einzigen Großstädte der Region, Chabarowsk und Komsomolsk am Amur. Insgesamt gibt es sieben Städte und 17 Siedlungen städtischen Typs (Stand 2023), darunter mit Ochotsk eine der ältesten russischen Siedlungen an der Pazifikküste.
| Name                | Russisch             | Einwohner 1. Oktober 2021 |
| ------------------- | -------------------- | ------------------------- |
| Chabarowsk          | Хабаровск            | 617.441                   |
| Komsomolsk am Amur  | Комсомольск-на-Амуре | 238.505                   |
| Amursk              | Амурск               | 38.606                    |
| Sowetskaja Gawan    | Советская Гавань     | 24.231                    |
| Nikolajewsk am Amur | Николаевск-на-Амуре  | 18.631                    |